# Sally Carr
Sarah Cecilia Carr (Muirhead, 28 marzo 1945) è una cantante britannica, nota principalmente come la cantante principale del gruppo pop degli anni settanta Middle of the Road.

## Biografia
Sarah Cecilia Carr è nata il 28 marzo 1945. Ha quattro fratelli. Suo padre era un minatore. Sua madre, Cecilia, era costretta a letto. Quando Carr era bambina la famiglia cantava intorno a un pianoforte; la Carr non ha mai avuto alcuna formazione vocale professionale. Si esibisce ancora nei concerti di vecchia musica (2010).
Nel 1978 la Carr sposò il giornalista Chick Young e nel 1980 ebbe un figlio, Keith. Si separarono nel 1984, ma non divorziarono e rimasero amici. Il 18 gennaio 2001 Keith è morto in un incidente di moto.

## Musica
Il primo gruppo di Carr si chiamava The Southerners. Nel 1971 si formò il gruppo Middle of the Road e la Carr ebbe successo con canzoni come "Soley, Soley" e "Chirpy Chirpy Cheep Cheep". Dopo la morte di sua madre Cecilia, la Carr ebbe difficoltà a cantare le frasi "Dov'è andata tua mamma?" e "Mi sono svegliato stamattina e mia mamma non c'era" di quella canzone.